# Eric Stough
Eric Stough, né en 1972, est le directeur de l'animation de la série South Park, pour lequel il a gagné un Emmy Award. Il est aussi l'inspiration pour le personnage de Butters et il a joué le rôle d'une personne arrêtée dans Capitaine Orgazmo (1997). Il affirme que son travail est inspiré par The Jerry Springer Show.